# Onitis pseudoorthopus
Onitis pseudoorthopus là một loài bọ cánh cứng trong họ Bọ hung (Scarabaeidae).